# Raymond Bru
Raymond Jean Bru (ur. 30 marca 1906 w Brukseli, zm. w grudniu 1989) – belgijski florecista i szpadzista, brązowy medalista olimpijski i dwukrotny medalista mistrzostw świata.
Na igrzyskach olimpijskich w Amsterdamie w 1928 roku we florecie indywidualnym był szósty, a w drużynowym zajął czwarte miejsce. Na rozgrywanych osiem lat później igrzyskach olimpijskich w Berlinie zajął piąte miejsce w turnieju drużynowym i szóste w indywidualnym. Po II wojnie światowej wystąpił na igrzyskach olimpijskich w Londynie w 1948 roku, gdzie Belgowie w składzie: Georges de Bourguignon, Henri Paternóster, Édouard Yves, Raymond Bru, André van de Werve de Vorsselaer i Paul Valcke zdobyli drużynowo brązowy medal. Wystąpił tam również w szpadzie drużynowej, w której Belgowie zajęli piąte miejsce.
Podczas mistrzostw świata w Neapolu w 1929 roku razem z Xavierem de Beukelaerem, Charles’em Debeurem i Robertem T’Sasem zdobył srebrny medal we florecie drużynowym. W tej samej konkurencji zdobył również brązowy medal na rozgrywanych rok później mistrzostwach świata w Liège.